# Maurice Godelier
Maurice Godelier, né le 28 février 1934 à Cambrai, est un anthropologue français, directeur d'études à l'EHESS. 
Il est l'un des tout premiers partisans de l'intégration du marxisme à l'anthropologie. Son expérience du terrain est riche des sept années passées parmi les Baruyas en Papouasie-Nouvelle-Guinée entre 1967 et 1988. Il intervient sur de nombreux sujets au cœur de la compréhension du monde contemporain : les relations hommes/femmes, l'économie, l'imaginaire, entre autres. Engagé sur la scène intellectuelle, il affirme le besoin d’une reconstruction des sciences sociales, afin de comprendre le monde contemporain dans lequel les pays émergents se modernisent sans s’occidentaliser. Il compte parmi les chercheurs en sciences humaines les plus influents et ses apports à l’anthropologie lui ont valu de nombreuses distinctions.

## Biographie
Maurice Godelier a grandi « au sein d'une famille de condition très modeste dont aucun des membres n'avait dépassé le niveau de l'école primaire ». Bon élève, il entre au collège Notre-Dame de Grâce à Cambrai : « ses parents estimaient que les riches allaient au lycée, et les pauvres chez les catholiques ».
Le soir du baccalauréat, son destin semble tracé : il va intégrer l'université catholique de Lille. L'enseignement lui plaît. Être professeur de philosophie dans un lycée lui conviendrait.
Mais le président du jury du bac en décide autrement. Il le recommande auprès du proviseur du lycée Faidherbe à Lille. Celui-ci, sans l'avoir consulté, l'inscrit en hypokhâgne, alors que le jeune Maurice ne connaît pas même le terme, et lui fait obtenir une bourse
Il rencontre Michel Foucault, maître assistant en psychologie à l'université de Lille. Ils se lient d'amitié. Foucault intervient de la même manière, l'inscrivant au lycée Henri-IV à Paris pour augmenter ses chances d'intégrer l'École normale supérieure de Saint-Cloud.
Porté par les idéaux politiques du temps, Maurice Godelier adhère au Parti communiste français en 1952 : il le quitte en 1968, à la suite de l'intervention militaire soviétique en Tchécoslovaquie.
Cet engagement politique irrigue les trois articles : « Les structures de la méthode du Capital » (I, II, III) que la revue du Parti communiste Économie & Politique publie entre 1960 et 1961.
En 1955, il intègre effectivement l'École normale supérieure de Saint-Cloud où il étudie la philosophie, la psychologie[réf. souhaitée] et les lettres modernes. En 1959, il est reçu à l'agrégation de philosophie mais il affirme ne pas souhaiter « philosopher sur la philosophie ». Il cherche alors un autre domaine d'études par le biais duquel il puisse appliquer celle-ci. L'année d'étude supplémentaire accordée à l'ENS de Saint-Cloud lui permet d'étudier l'économie au Centre d'Etudes et de Programmation Economique (Cepe) où il suit le séminaire d'Edmond Malinvaud, ainsi que celui de Charles Bettelheim, centré sur la planification et le développement dans le Tiers monde.
Il ressent rapidement le besoin d'étudier des rapports économiques concrets, différents de ceux des sociétés occidentales. L'approche interdisciplinaire de Fernand Braudel – géographie, économie, ethnologie, sociologie et archéologie – lui est recommandée. Sollicité en 1960 par Maurice Godelier, l'historien lui accorde un entretien parce que, dit-il « il y a tant de personnes qui m'ont écrit à votre propos que je ne peux pas vous dire "non" sans vous avoir vu ». À la fin du rendez-vous, il est engagé comme chef de travaux. Il se rend compte alors que l'histoire ne l'intéresse pas : « Le seul domaine qui permet d'aller étudier de l'économie subordonnée, mais qui n'est pas, justement, la copie de nous-même, c'est l'anthropologie ».
L'Unesco lui fournit l'occasion d'une mission au Mali destinée à étudier les effets de la planification sur les économies des communautés villageoises. « Il y avait un ministre du Plan, des Land-Rover marquées ministère du Plan, tout ça... Mais je n'ai pas eu les moyens de faire mon enquête », raconte Maurice Godelier.
À son retour, il rédige une synthèse intitulée Objets et méthodes de l'anthropologie économique. « Elle a fait un tabac, mais je n'avais pas fait de terrain », conclut-il.
Il entre à l'École pratique des hautes études (VIe section) en qualité de chef de travaux auprès de Fernand Braudel mais il va s'éloigner de ce dernier. Il est transféré en 1963 comme maître-assistant dans le Laboratoire d'Anthropologie Sociale de Claude Lévi-Strauss, alors titulaire de la chaire d'anthropologie au Collège de France. Il a enfin la possibilité de se concentrer sur l'anthropologie.
La même année, il s'apprête à se rendre sur le premier terrain de l'anthropologue américain d'origine suisse Alfred Métraux avec qui il s'est lié d'amitié, mais dont la disparition brutale met fin au projet.
Consulté, Claude Lévi-Strauss décrète : « Il y a beaucoup de Français en Amérique. Si je me permets de vous donner un conseil, le paradis aujourd'hui, c'est la Nouvelle-Guinée. C'est là que se trouvent les Américains et les Australiens, etc. » .
Suivant son conseil, Maurice Godelier prépare soigneusement son voyage pour la Nouvelle-Guinée et se concerte avec des collègues américains : ceux-ci lui fournissent une liste de tribus qui ne sont pas encore étudiées. Il apprend le pidgin mélanésien, langue de contact partagée dans cette partie de l'Océanie.
Après une série de hasards, il arrive en 1967 chez les Baruyas qui ne figuraient pas sur la liste. « Je ne connaissais pas les Baruyas, ils m'ont fasciné. En plus, ils faisaient de la monnaie. Moi qui m'intéressais à l'économie primitive, j'apprends sur place que c'était les fabricants d'une monnaie de sel. Ils étaient aussi de bons guerriers, ils avaient un peu résisté aux Blancs. Tout ça, ça me plaisait beaucoup. En plus, ils vivaient dans des villages de 200-250 personnes. Or je voulais faire venir ma femme et mes deux enfants ». 
Il étudie ce peuple au cours de plusieurs voyages, le caractérisant comme étant sans classe et sans État. Dans la parenté, il éclaircit le lien entre la conception envisagée et le système de transmission lignagère. Dans un entretien publié dans La Cause du désir, Maurice Godelier parle des enseignements de son travail d’observation auprès du peuple Baruya, notamment des conséquences du capitalisme sur les rapports sociaux et plus précisément sur l’échange des femmes, la place et la valeur de l’enfant dans les différents systèmes de parenté. Il indique les conséquences sur ce qui fonde la notion même de famille ainsi que celle de couple : « il est important de ne pas ignorer que dans la plupart des sociétés et des époques, l’amour n’a jamais été au principe des unions matrimoniales. » Le couple ne fait plus famille, le mariage n’est plus une obligation. Si nous le constatons dans nos sociétés occidentales, c’est aussi le cas dans d’autres sociétés où le mariage n’existe pas. Aussi précise-t-il : « Dans beaucoup de sociétés, et pendant des siècles, ce n’est pas le désir d’enfants qui poussait les individus à s’unir ; c’était l’obligation d’en avoir. »
De Lévi-Strauss, il a retenu l'emploi de la méthode structurale, qu'il a tenté de combiner avec une approche marxiste. Sur cette base en particulier, il est parvenu à une critique des approches « formalistes » et « substantivistes » des économies primitives. Il a distingué les concepts de « fonctions » et d'« institutions ».

### Organisation de la recherche
En 1981, Jean-Pierre Chevènement, alors ministre de la Recherche, l'appelle à ses côtés pour contribuer à la réforme de la recherche en sciences humaines et sociales au Centre national de la recherche scientifique (CNRS).
Maurice Godelier organise des réunions mobilisant l'ensemble des disciplines (l'histoire, l'anthropologie, la linguistique, la psychologie et l'économie) afin de réaliser un bilan. Cette réflexion aboutit à un volumineux rapport en deux volumes, Les sciences de l'homme et de la société en France : analyses et propositions pour une politique nouvelle. Il y envisage la création au CNRS d'un département « Sciences de l'Homme et de la Société » et de deux nouvelles commissions (linguistique et sciences politiques), propositions acceptées et aussitôt mises en œuvre.
En revanche, ses tentatives pour créer une commission pour la psychanalyse n'ont pu déboucher sur des réformes durables.
Afin de concrétiser ce rapport, Jean-Pierre Chevènement le nomme en 1982 directeur scientifique du premier département des Sciences de l'Homme et de la Société du CNRS, poste qu'il occupe jusqu'en 1986. Ensuite, après être retourné animer de multiples recherches à l'EHESS, il est nommé de 1997 à 2000, directeur scientifique du musée de l'Homme.
En 2001, il reçoit la médaille d'or du CNRS pour l'ensemble de son œuvre.
Il préside la Société des océanistes de 2001 à 2016.
Il est le père de l'universitaire et historien Éric Godelier.

## Ouvrages
- La notion de « mode de production asiatique » et les schémas marxistes d'évolution des sociétés, Paris, Centre d'études et de recherches marxistes, 1964
- Rationalité et irrationalité en économie, Paris, Maspero, 1966 (réédité en 2 volumes en 1969)
- (Ed.) Sur les sociétés précapitalistes. Textes choisis de Marx, Engels, Lénine, Paris, Éditions sociales, 1970
- Horizon, trajets marxistes en anthropologie, Paris, Maspero, 1973, 2 vol. (recueil d'articles publiés de 1966 à 1972 ; 2e édition revue et augmentée en 1977)
- Un domaine contesté : l'anthropologie économique : recueil de textes, Paris/La Haye, Mouton, 1974
- Rapporti di produzione, miti, societa, Rome, Filtrinelli Editore, 1975
- Perspectives in Marxist anthropology (trad. par Robert Brain), Cambridge, Cambridge University Press, 1977
- « Les rapports hommes-femmes : le problème de la domination masculine », in CERM, La condition féminine, Paris, Éditions sociales, 1978
- La production des grands hommes : pouvoir et domination masculine chez les Baruya de Nouvelle-Guinée, Paris, Fayard, 1982

Prix d’Académie de l’Académie française en 1983
- L'idéel et le matériel : pensée, économies, sociétés, Paris, Fayard, 1984 (réédition : Flammarion, "Champs", 2010)
- Avec Marilyn Strathern, Big Men, Great Men : Personifications of Power in Melanesia, Cambridge, Cambridge University Press, 1991
- (Dir.) Transitions et subordinations au capitalisme, Paris, Éditions de la Maison des Sciences de l'Homme, 1991
- L'Énigme du don, Paris, Fayard, 1996, 316 p.
- (Ed.) Avec Michel Panoff, La production des corps, Paris, Éditions des archives contemporaines, 1998.
- (Ed.) Avec Michel Panoff, Le corps humain : supplicié, possédé, cannibalisé, Paris, Éditions des archives contemporaines, 1998.
- L'état des sciences de l'homme et de la société en France et leur rôle dans la construction de l'espace européen de la recherche, Rapport au premier ministre, 2002.
- Métamorphoses de la parenté, Paris, Fayard, 2004  (ISBN 2-213-61490-3)
- Au fondement des sociétés humaines : ce que nous apprend l'anthropologie, Paris, Albin Michel, 2007

Prix Louis-Castex de l’Académie française en 2008
- Horizons anthropologiques, Paris, CNRS Éditions, 2009
- Communauté, société, culture : trois clefs pour comprendre les identités en conflits, Paris, CNRS Éditions, 2009
- In and Out of the West : Reconstructing Anthropology (trad. par Nora Scott), London, Verso, 2009
- Les tribus dans l'histoire et face aux États, Paris, CNRS Éditions, 2010
- Sciences sociales et anthropologie, Paris, CNRS Éditions, 2011
- Dialogue dans l'ouvrage de Sophie Caratini Les non-dits de l'anthropologie suivi de dialogue avec Maurice Godelier, Paris, Thierry Marchaisse, 2012.
- Lévi-Strauss, Paris, Le Seuil, 2013   (ISBN 978-2-02-105401-9)
- La mort et ses au-delà, Paris, CNRS Edition, 2014
- L'imaginé, l'imaginaire et le symbolique, Paris, CNRS Éditions, 2015
- Suivre Jésus et faire du business. Une petite société tribale dans la mondialisation, Paris, Thierry Marchaisse, 2017
- Fondamentaux de la vie sociale, Paris, CNRS Éditions, 2019,  (ISBN 9782271129444)
- Quand l’Occident s’empare du monde (XVe – XXIe siècle). Peut-on alors se moderniser sans s’occidentaliser?, CNRS Éditions, Paris, 2023

## Prix et distinctions
- 2008 : Huxley Memorial Medal